# 17851 Kaler
17851 Kaler este un asteroid din centura principală de asteroizi.

## Descriere
17851 Kaler este un asteroid din centura principală de asteroizi. A fost descoperit pe 1 mai 1998 la Haleakala în cadrul programului NEAT. Asteroidul prezintă o orbită caracterizată de o semiaxă mare de 2,40 ua, o excentricitate de 0,14 și o înclinație de 3,2° în raport cu ecliptica.